# Shippagan-Les-Îles
Circonscription électorale provinciale du Canada
Pour les articles homonymes, voir Lamèque.
Shippagan-Les-Îles (auparavant Shippagan-les-Îles, Lamèque-Shippagan-Miscou et  Shippagan-Lamèque-Miscou) est une circonscription électorale provinciale du Nouveau-Brunswick représentée à l'Assemblée législative depuis 1974.

## Géographie
La circonscription comprend :
- la municipalité régionale de Tracadie ;
- les villes de Shippagan et de Lamèque ;
- les villages d'Inkerman, Baie-du-Petit-Pokemouche, Le Goulet, Haut-Shippagan, Pointe-Sauvage, Haut-Lamèque, Pointe-Alexandre, Pointe-Canot, Petite-Lamèque, Sainte-Marie–Saint-Raphaël, Chemin-Coteau, Pigeon Hill et Sainte-Cécile ;
- les localités de Pokemouche, Évangéline et Shippagan ;
- l'île de Miscou.

## Liste des députés
| Législature                                            | Années       | Député | Député               | Parti                     |
| ------------------------------------------------------ | ------------ | ------ | -------------------- | ------------------------- |
| Shippagan-les-Îles Circonscription issue de Gloucester |              |        |                      |                           |
| 48e                                                    | 1974-1978    |        | André Robichaud      | Libéral                   |
| 49e                                                    | 1978-1982    |        | Jean Gauvin          | Progressiste-conservateur |
| 50e                                                    | 1982-1987    |        | Jean Gauvin          | Progressiste-conservateur |
| 51e                                                    | 1987-1991    |        | Aldéa Landry         | Libéral                   |
| 52e                                                    | 1991-1995    |        | Jean Gauvin (2)      | Progressiste-conservateur |
| 52e                                                    | 1995-1995    |        | Jean Gauvin (2)      | Indépendant               |
| Lamèque-Shippagan-Miscou                               |              |        |                      |                           |
| 53e                                                    | 1995-1999    |        | Jean-Camille DeGrâce | Libéral                   |
| 54e                                                    | 1999-2003    |        | Paul Robichaud       | Progressiste-conservateur |
| 55e                                                    | 2003-2006    |        | Paul Robichaud       | Progressiste-conservateur |
| 56e                                                    | 2006-2010    |        | Paul Robichaud       | Progressiste-conservateur |
| 57e                                                    | 2010-2014    |        | Paul Robichaud       | Progressiste-conservateur |
| Shippagan-Lamèque-Miscou                               |              |        |                      |                           |
| 58e                                                    | 2014-2018    |        | Wilfred Roussel      | Libéral                   |
| 59e                                                    | 2018-2020    |        | Robert Gauvin        | Progressiste-conservateur |
| 59e                                                    | 2020         |        | Robert Gauvin        | Indépendant               |
| 60e                                                    | 2020-2024    |        | Éric Mallet          | Libéral                   |
| Shippagan-Les-Îles                                     |              |        |                      |                           |
| 61e                                                    | 2024-Présent |        | Éric Mallet          | Libéral                   |